# Mordecai Sandberg
Mordecai Sandberg (ur. 4 lutego 1897 w Suczawie, zm. 28 grudnia 1973 w Toronto) – amerykański kompozytor pochodzenia żydowskiego.

## Życiorys
Jako dziecko uczył się muzyki u cygańskiego skrzypka, w wieku nastoletnim podjął pierwsze próby kompozycji. Ukończył studia medyczne na Uniwersytecie Wiedeńskim (1921). W czasie studiów poznał podstawy muzyki dodekafonicznej i mikrotonowej. W 1922 roku wyemigrował do Palestyny. W latach 1922–1938 pracował jako lekarz w Jerozolimie. Działał też jako kompozytor i organizator życia muzycznego. Założył oddział Międzynarodowego Towarzystwa Muzyki Współczesnej i Instytut Nowej Muzyki. W latach 1929–1930 wykładał gościnnie w Hochschule für Musik w Berlinie. W 1938 roku wygłosił wykłady na temat muzyki mikrotonowej na Congress of Music and Life w Londynie. W 1938 roku osiadł w Stanach Zjednoczonych. W 1970 roku wyjechał do Kanady, gdzie został wykładowcą York University w Toronto.

## Twórczość
W swojej twórczości zajmował się głównie muzyką mikrotonową, posługiwał się ćwierćtonami, 1/3 i 1/8 tonu. W celu uzyskania małych interwałów sam konstruował instrumenty muzyczne takie jak fisharmonia ćwierćtonowa. Prowadził liczne kursy muzyczne. W twórczości wokalno-instrumentalnej przykładał wagę do tekstu i intonacji mowy, podkreślając ich wpływ na muzykę.

## Wybrane kompozycje
(na podstawie materiałów źródłowych)

### Utwory orkiestrowe
- 5 symfonii (I 1925, II 1928, III 1948–1953, IV 1944–1959, V 1939–1953)
- The Five Points (1942)
- Orah (1947)

### Utwory kameralne
- fantazja Elisha na skrzypce i fortepian (1938)
- Palestinian Suite na wiolonczelę i organy mikrotonowe (1943)
- Ezekiel 34 na skrzypce i organy ćwierćtonowe (1945)
- Sekstet na klarnet, kwartet smyczkowy i fortepian (1951)
- 4 Little Preludes na fortepian (1925–1929)
- Sonata na ćwierćtonową fisharmonię (1927)

### Utwory wokalno-instrumentalne
- Koheleth I na głos i fortepian (1925)
- Sim szalom na sopran, tenora, baryton i organy (1938)
- Tel-Aviv na głos i fortepian (1941)
- kantata Jerusalem (1943)
- oratorium Ruth (1949)
- oratorium Ezkerah (1953)
- Symphonic Psalms na chór i orkiestrę (1951–1955)